# 277
سنة 277 م (بالأرقام الرومانية: CCLXXVII) كانت سنة بسيطة تبدأ يوم الاثنين (الرابط يظهر نموذج الجدول الزمني الكامل للسنة) من التقويم اليولياني. بدأت تسمية السنة ب277 منذ العصور الوسطى المبكرة، عندما أصبح تقويم أنو دوميني هو الأسلوب السائد في أوروبا لتسمية السنوات.